# Kitty Green
Kitty Green est une scénariste et réalisatrice de films documentaires et de fictions australienne née en 1984 à Melbourne.
Après trois documentaires remarqués et récompensés sur le mouvement Femen, la situation en Ukraine en 2014 et la reconstitution du meurtre d'une enfant reine de beauté, elle réalise en 2019 The Assistant, une fiction sur le sexisme dans l'industrie cinématographique.

## Biographie
Kitty Green est née en 1984 à Melbourne. Elle étudie le cinéma au Victorian College of Arts.

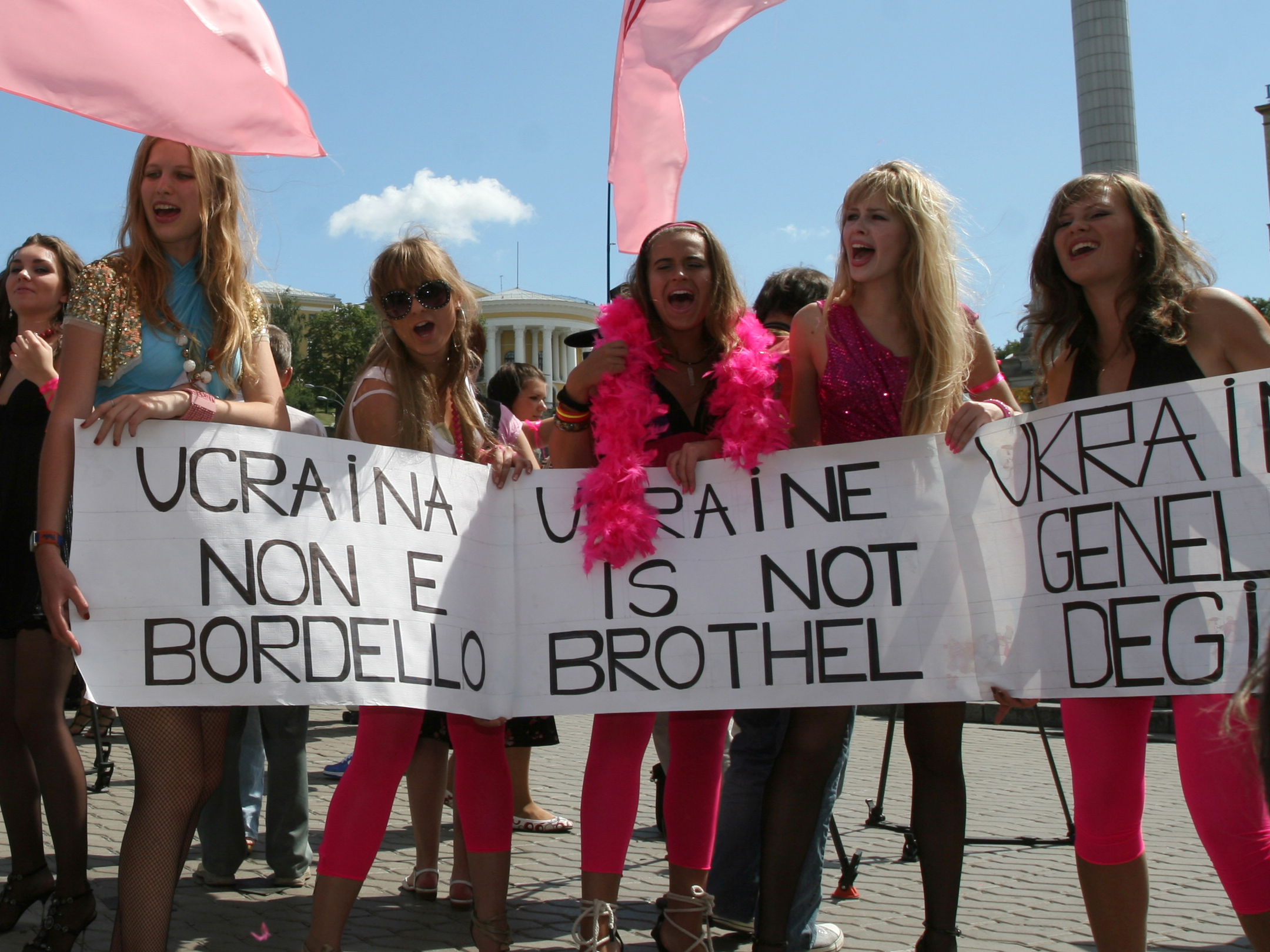
Manifestation Femen Ukraine is not a brothel.

En 2013, elle réalise son premier long métrage documentaire sur le mouvement féministe ukrainien Femen, Ukraine Is Not a Brothel (L'Ukraine n'est pas un bordel - L'Histoire des Femen). Pendant quatorze mois, elle suit les activistes lors de leurs interventions et interroge la construction de la marque Femen. Le film est présenté hors compétition à la Mostra de Venise 2013 et remporte le prix du meilleur long métrage documentaire de l'Australian Academy of Cinema and Television Arts (AACTA) l'année suivante.
Elle réalise ensuite en 2015 The Face of Ukraine: Casting Oksana Baiul où elle capture l'émotion de six adolescentes qui auditionnent pour jouer le rôle de la championne olympique de patinage artistique Oksana Baiul dans un pays déchiré par la guerre du Donbass. Le film, sélectionné à la Berlinale est récompensé au festival de Sundance, meilleur court-métrage documentaire,. 
En 2017, elle documente avec Casting JonBenet, le processus de casting pour une reconstitution à la suite du meurtre non résolu dans le Colorado de la reine de beauté, JonBenét Ramsey, âgée de six ans. Plutôt que de documenter le crime, le film observe comment le fait divers devient l'objet de spéculations et de suspicions de la part des candidats aux rôles. Le film est sélectionné à la Berlinale. 

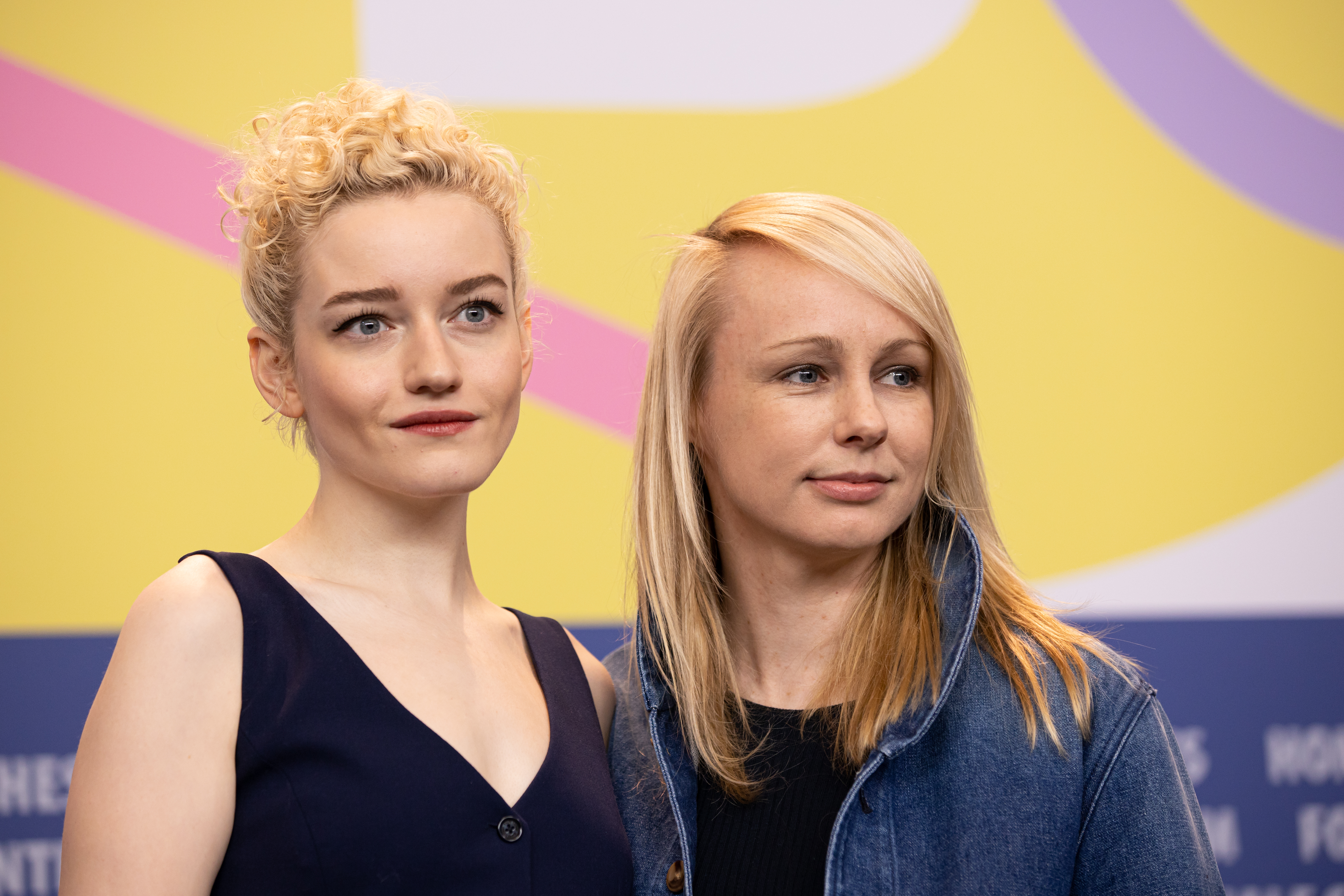
Julia Garner et Kitty Green à la Berlinale 2020.

Kitty Green se lance ensuite dans la fiction avec The Assistant qui sort en 2019, trois ans après les débuts du mouvement MeToo et de l'affaire Harvey Weinstein. Le film, qui traite du sexisme dans le monde du travail se base sur le témoignage de l'ancienne assistante du producteur jouée par l'actrice américaine Julia Garner,. Il est sélectionné au festival de Deauville et aux Gotham Independent Film Awards 2021,.

## Filmographie

### Documentaires
- 2013 : Ukraine Is Not A Brothel
- 2015 : The Face of Ukraine: Casting Oksana Baiul
- 2017 : Casting JonBenet

### Fiction
- 2019 : The Assistant
- 2023 : Royal hôtel